# Sân bay Abéché
Sân bay Abéché (tiếng Ả Rập: مطار أبشي; tiếng Pháp: Aéroport d'Abéché; (IATA: AEH, ICAO: FTTC)) là một sân bay phục vụ Abéché, thành phố lớn thứ tư ở Tchad và thủ phủ vùng Ouaddaï.

## Vị trí và cơ sở hạ tầng
Sân bay nằm ở độ cao 1.788 feet (545 m) so với mực nước biển trung bình. Nó có một đường băng ký hiệu 09/27 với bề mặt nhựa đường, có kích thước 2.800 x 30 mét (9.186 ft × 98 ft).